# Vogtlandstadion
Das Vogtlandstadion ist ein Fußballstadion mit Leichtathletikanlage in der Stadt Plauen, Vogtland, im Bundesland Sachsen. Es ist die Heimstätte des Fußballvereins VFC Plauen. Es befindet sich im nördlichen Stadtteil Haselbrunn, in der Nähe des Stadtwaldes und ist die größte Freiluftsportfläche der Stadt.
Um den Rasenplatz, auf dem unter anderem die Fußballspiele der ersten Mannschaft stattfinden, zieht sich eine Kunststoffbahn. Umgeben wird diese vom Zuschauerbereich, der derzeit über eine Kapazität von 16.400 Plätzen verfügt. Davon befinden sich rund 5.000 Sitzplätze auf drei Tribünen und etwa 12.000 Stehplätze im restlichen Areal. Auf dem Trainingsgelände befinden sich weiterhin ein Hartplatz, ein Naturrasenplatz sowie ein Kunstrasenplatz. Der Zuschauerrekord von 20.000 Zuschauern datiert vom 18. Mai 1969 (UEFA-Juniorenturnier, Bundesrepublik Deutschland gegen Bulgarien 0:1).
Am 3. März 2011 erfolgte die Umbenennung des inneren Stadionteils mit dem Fußballplatz in Sternquell-Arena.

## Geschichte

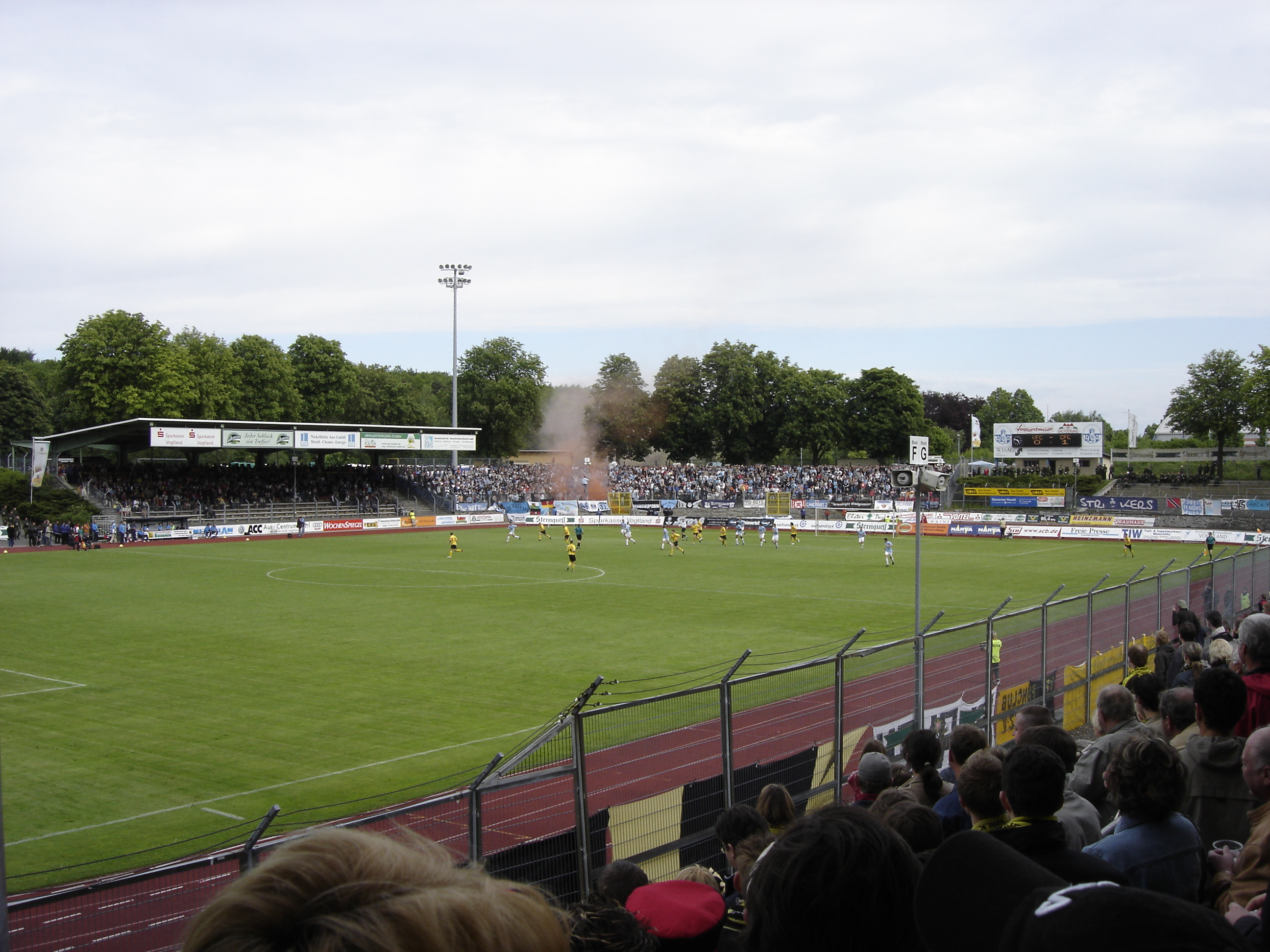
Sachsenpokalfinale des VFC

Das ursprüngliche Stadiongelände wurde von März bis November 1934 gebaut. Das sogenannte Maifeld mit einer Größe von 258 mal 106 Metern und die Kampfbahn (Leichtathletikanlage) wurden 1937 fertiggestellt. Das damalige Stadion bot auf Holztribünen Plätze für 4200 Personen.
Nach dem Zweiten Weltkrieg wurde das Vogtlandstadion zu einem Leichtathletik- und Fußballstadion ausgebaut. Nach der „Wende“ konnten durch weitere Ausbauten die Voraussetzungen für Oberliga und Regionalliga geschaffen werden.
Ab November 2009 wurde das Stadion in drei Bauabschnitten umfassend saniert. Im ersten Bauabschnitt entstanden bis Juli 2010 in der Gästekurve (Südtribüne) 1500 Stehplätze und auf der Gegengerade eine neue Sitzplatztribüne. Im zweiten Bauabschnitt sind rund 5000 Stehplätze auf der Nordtribüne („Badkurve“) errichtet worden. Im letzten Bauabschnitt entstanden schließlich 2000 Sitzplätze auf den Haupttribünen, darunter auch Plätze für Rollstuhlfahrer.
Finanziert wurden die Bauarbeiten, für die 1,7 Millionen Euro veranschlagt waren, zum einen mit Mitteln aus dem Konjunkturpaket II, zum anderen durch einen Eigenanteil der Stadt Plauen in Höhe von 280.000 Euro und als drittes durch Eigenmittel des VFC. Dazu wurde vom Verein das Projekt „Mein Baustein für unser Vogtlandstadion“ ins Leben gerufen. Die Kosten wurden in 12.000 „Bausteine“ aufgeteilt, die für je 25 Euro erworben werden können. Als Käufer erhielt man vom Verein ein Kaufzertifikat, den so genannten Baustein.
Nachdem der Hauptsponsor Sternquell auf sein Recht zur Trikotwerbung verzichtet hatte, um dem Verein eine weitere Einnahmequelle zu verschaffen, kam die Überlegung auf, das Vogtlandstadion in Sternquell-Arena umzubenennen. Nachdem der Stadtrat der Umbenennung am 1. März 2011 zugestimmt hatte, bekam der innere Teil des Vogtlandstadions mit dem Fußballfeld am 3. März seinen neuen Namen. Das restliche Gelände mit den Trainingsplätzen und dem Nachwuchsbereich behält den alten Namen. Der neue Name soll zunächst für fünf Jahre gelten.

## Ausstattung
Das Vogtlandstadion ist ein in die Tiefe gebautes Stadion, d. h. das Spielfeld liegt ca. 10 Meter unterhalb des ursprünglichen Bodenniveaus, die Tribünen entstanden entlang der Wände dieser Grube.
Das Stadion ist mit einer Flutlichtanlage ausgerüstet, die eine Beleuchtungsstärke von 700 Lux Beleuchtungsstärke aufweist, und es steht eine zweizeilige elektronische Anzeigetafel zur Verfügung. Für Leichtathletikveranstaltungen wird die rote Kunststoffbahn genutzt, die das Spielfeld umgibt.
Im Stadiongelände befinden sich neben dem Hauptplatz noch eine weitere Rasenspielfläche sowie ein Hart- und ein moderner Kunstrasenplatz. Diese werden zu Trainingszwecken und für Spiele der 2./3. Mannschaft, der Frauenmannschaft, der Alten Herren und der Nachwuchsteams genutzt.
Das Fassungsvermögen des Stadions vor dem Umbau wurde auf 10.000 Zuschauer (1.400 Sitz- und 8.600 Stehplätze) festgelegt. Nach dem Abschluss des zweiten Bauabschnitts beträgt das Fassungsvermögen 16.400 Zuschauer. Die überdachten Haupttribünen (Block A + B) bieten 1.400 Sitzplätze, auf der Gegengerade (Block G + H) stehen nun 3.528 weitere Sitzplätze zur Verfügung. In der Nordkurve (Block C bis F) entstanden rund 5.000 Stehplätze. Der Fanblock der Heimfans befindet sich in der „Badkurve“ (Block F). Benannt wurde die Kurve nach dem Freibad, welches sich in unmittelbarer Nachbarschaft zu der Kurve befindet. Die Gästeblöcke (G1 bis G3) in der Südkurve bieten 1.500 Stehplätze. Bei Bedarf wird auch ein Teil der Tribüne A für Gästefans genutzt.
Als Gästeparkplatz wird ein Fahrschulübungsplatz genutzt, der sich direkt hinter dem Gästeblock befindet. Die Heimfans parken rund um das restliche Stadion. In der Nähe befindet sich auch die Haltestelle „Am Vogtlandstadion“ der Plauener Straßenbahn.